# Göggingen (Beieren)
Göggingen is een plaats en voormalige gemeente in de Duitse deelstaat Beieren. Sinds 1972 is het een stadsdeel van Augsburg. Göggingen telt ongeveer 18.000 inwoners.

## Bezienswaardigheden
- Kurhaus Göggingen
- Katholieke kerk St. Georg en Michael
- Gebouwen van de firma Ackermann in de Fabrikstraße

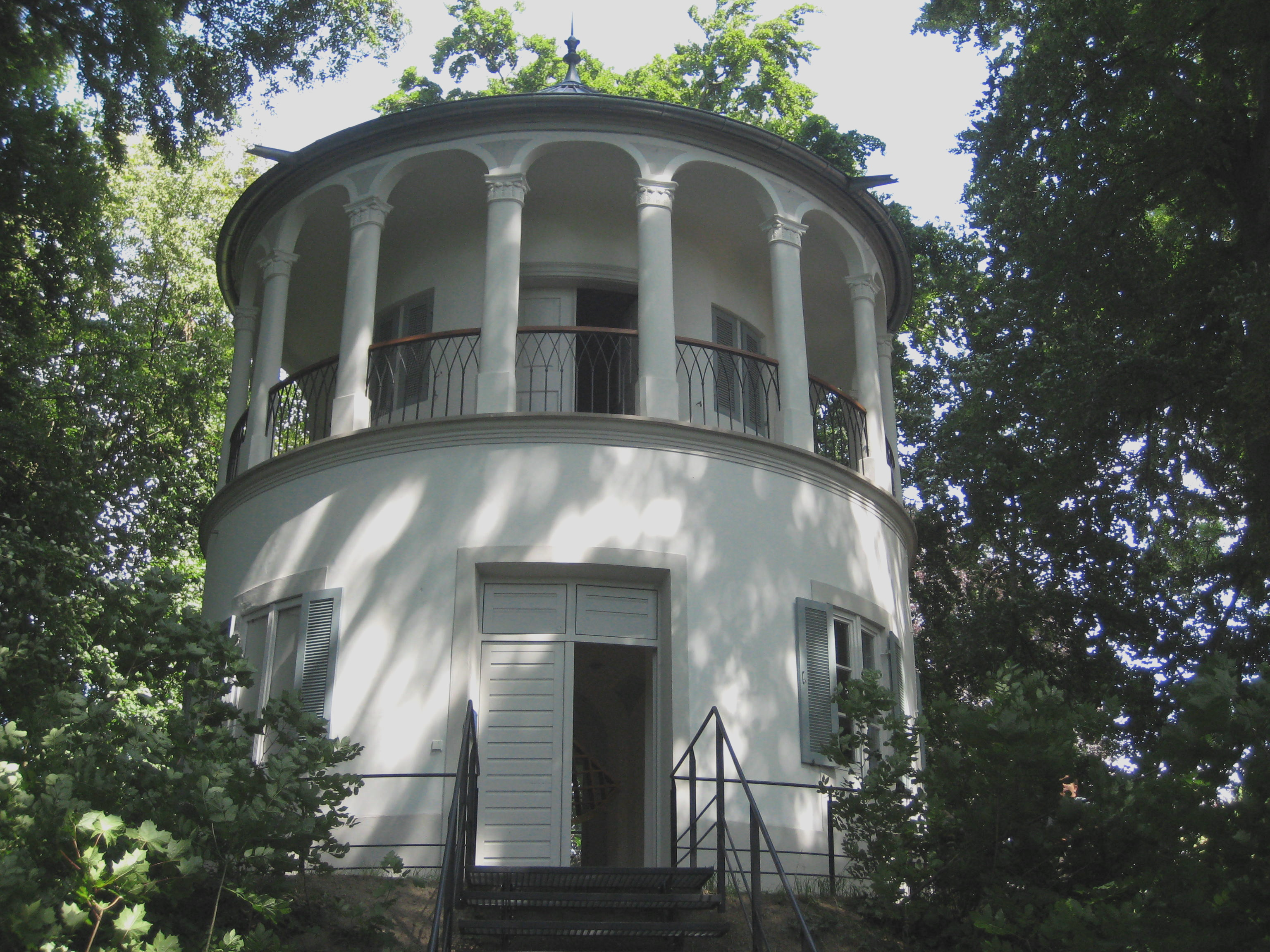
Römerturm
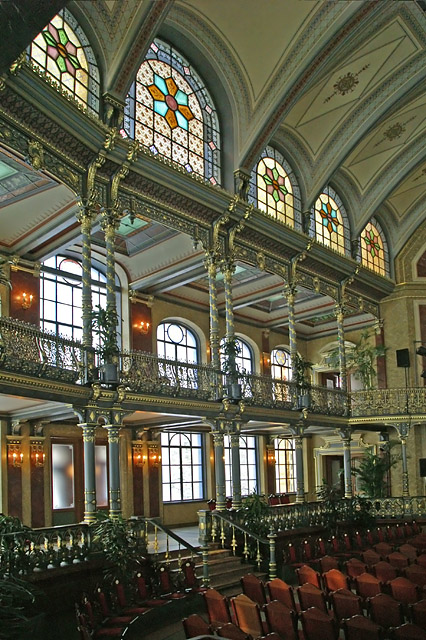
Binnenzijde Kurhaus

- Römerturm
- Binnenzijde Kurhaus